# Frontón Madrid
El Frontón Madrid fue una antigua instalación deportiva de la ciudad española de Madrid para la práctica del deporte de la pelota vasca. Ubicado en la calle Doctor Cortezo, a medio camino entre las plazas de Jacinto Benavente y Tirso Molina. El edificio se finalizó en la tercera década del siglo XX bajo la dirección del arquitecto Eduardo Lozano Lardet. Su finalidad era la de ofrecer un espacio para el juego de la pelota vasca. Tenía una capacidad de 1500 espectadores. El edificio quedó abandonado a finales del siglo XX hasta que el ayuntamiento concedió el local a un hotel. La fachada de estilo Racionalista es lo único que se conserva.

## Historia
El promotor y propietario fue Ildefonso Anabitarte Anza que concibió la idea de construir un nuevo frontón en Madrid que respondiera a las necesidades y a las exigencias de una afición cada día más numerosa, en cuanto a capacidad y comodidad. Con este fin derribó el pequeño Frontón Moderno, también de su propiedad, que se encontraba en la misma calle donde ahora se ubica el Teatro Fígaro.
El arquitecto Eduardo Lozano Lardet asumió la dirección de la construcción del Frontón Madrid. Ambos trabajaron siempre unidos volcando en esta obra todos sus conocimientos y experiencia. Anabitarte, tras su etapa profesional como pelotari, inició su carrera como empresario. El Frontón quedó inaugurado el miércoles 5 de junio de 1929.
Las dimensiones de la cancha eran las siguientes: largo 31,10m, altura 9,30m y ancho 9,30m. Aunque se construyó pensando en que jugaran solamente las mujeres pelotaris (raquetistas), estas dimensiones le hicieron especialmente apto para la pelota a mano, pala corta así como para la cesta punta con herramienta corta y pelota adecuada. Poseía dos grandes vestíbulos que daban acceso a las gradas. En uno de ellos se ubicaba una fuente bajo una escalera de dos tramos. En la planta baja se encontraba el bar, guardarropa, la sala de los corredores de apuestas, el despacho de boletos y un servicio de peluquería. A las plantas superiores se accedía por una escalera de mármol o bien utilizando uno de los ascensores. En ellas se encontraban los palcos, el salón de té, las oficinas y el restaurante. En el último piso se encontraban las cocinas que contaba con una fábrica de hielo para el abastecimiento del bar y restaurante. Más arriba la terraza, que estaba preparada para servir cenas en verano y desde la que se podían ver los partidos. Bar y restaurante, así como la cancha, disponían de luz natural que penetraba a través de una vidriera.
Disponía de una capacidad para 1.500 personas, todas ellas sentadas en la grada o en los palcos. Desde cualquiera asiento, el espectador podía realizar apuestas durante el transcurso del partido. Los corredores o intermediarios en la apuestas se situaban entre la primera fila y la cancha e iban “cantando” las apuestas en función de la marcha del partido. El espectador, para realizar una apuesta, alzaba el brazo y el corredor le lanzaba una vieja pelota de tenis con el boleto de la apuesta dentro. El espectador se la devolvía con el importe de la apuesta. Ello dinamizaba el proceso de las apuestas, verdadera fuente de ingresos del negocio.
El frontón disponía de un novedoso sistema de ventilación y aspiración que insuflaba aire frío o caliente según la época. Un médico y una enfermera formaban parte permanente del personal del frontón.
Aunque se celebraban partidos de las diferentes modalidades, fue la presencia de mujeres deportistas, las Raquetistas, la que revolucionó el juego. Se establecieron nuevas reglas y vestuario, inventados por Ildefonso Anabitarte Anza. Las raquetas se reforzaron siendo diseñadas y fabricadas por el maestro raquetero Valentín Zumalabe. La pelota de cuero sustituyó definitivamente a la de tenis. Todo ello junto a la destreza de las pelotaris, convirtió rápidamente al Frontón Madrid en el Palacio de la Raqueta.
El frontón permaneció cerrado durante la guerra civil. Su propietario Ildefonso Anabitarte Anza desapareció el enero de 1937.
En la década de los años 40 la actividad se reinicia siendo arrendada la propiedad a Jesús Goiri. En 1942, un decreto del Delegado Nacional de Deportes, el General Moscardó, estableció la prohibición de concesión de nuevas licencias a mujeres deportistas. Ello provocó el cierre de numerosos frontones que ofrecían únicamente partidos de las Raquetistas.
En 1955 la gestión del Frontón Madrid es recuperada por la familia del fundador de la mano de su hijo Ildefonso Anabitarte Pastor. Durante esos años se disputaron partidos de pala, cesta punta, mano y de raqueta. Así mismo se celebraron campeonatos de Castilla y de España en diferentes modalidades.
En 1957 se eliminaron las restricciones del decreto de Moscardó y en el Frontón Madrid se creó una escuela gratuita para mujeres que querían aprender y dedicarse profesionalmente a ese deporte.
En 1979 el Frontón Madrid es adquirido por unos industriales vascos. En 1982 se disputó el último partido y el Frontón Madrid cerró sus puertas para siempre y con ello el fin de la pelota vasca en Madrid.
Ya en la primera década del siglo XXI el edificio se remodela por completo, se vacía su interior y se convierte en un hotel de lujo y sus bajos se convierten en un estacionamiento regulado de coches.
La empresa hotelera que gestionará la explotación del hotel es la cadena Eurostars Hotels, la cual presenta este nuevo establecimiento en el centro de Madrid con una arquitectura funcional y unos interiores nuevos tras la demolición total del edificio antiguo salvo en su fachada. En el año 1981 se ruedan varias escenas de la película El Crack (las de boxeo) dirigida por José Luis Garci, que tienen como escenario este edificio. 